# White Triana
 'White Triana' es un cultivar de higuera de tipo higo común Ficus carica bífera es decir de dos cosechas al año brevas de primavera-verano, e higos en verano-otoño, de higos epidermis de color de fondo amarillo verdoso con sobre color ausente, con lenticelas de tamaño mediano de color blanco amarillo, siendo una de sus características su extraordinariamente largo cuello tubular cilíndrico. Se cultiva principalmente en huertos y jardines de la zona italiana de Triana en la provincia de Grosseto en Toscana y en Estados Unidos en huertos y jardines privados de varios estados donde fue llevado por emigrantes italianos a finales del siglo XIX y principios del siglo XX. En América del Norte son capaces de ser cultivadas en USDA Hardiness Zones 5 y 6.

## Sinonimia
- „Triana Bianco“,[5][6][7]

## Historia
Variedad cultivada desde antiguo en la ciudad de Triana en la Toscana en el centro de Italia donde esta variedad encuentra su hábitat óptimo puede dar lo mejor de sí mismo. Soporta temperaturas hasta de 15 grados farhenheit.

## Características
'White Triana' es una higuera del tipo higo común bífera, la higuera es un árbol de porte majestuoso, muy productivo y constante en la madurez de los frutos.
'White Triana' produce dos cosechas de higos. Hojas medianas, mayoritariamente de 5 lóbulos, que tienen una gran profundidad de hendidura y son relativamente finos.
El tamaño de la fruta es grande, en forma de ovoidal, con un cuello tubular muy alargado hacia el pedúnculo. Epidermis delgada, de color verde amarillento. Pulpa de color rojo claro. Las brevas maduran en primavera-verano, y los higos maduran desde mediados de verano a otoño. Es una variedad autofértil que no necesita otras higueras para ser polinizada.
El higo tiene un cuello extraordinariamente largo del mismo color que el resto de la piel; ostiolo de tipo grande cerrado lo que le permite aguantar bien la lluvia y las humdades sin agriar, sin gota, con escamas medianas semiadheridas de color blanco amarillento, piel dura o gomosa en textura; epidermis con color de fondo amarillo verdoso con sobre color ausente, con lenticelas de tamaño mediano de color blanco amarillo, siendo una de sus características su extraordinariamente largo cuello tubular cilíndrico; mesocarpio blanco de grosor irregular; pulpa sólida, de color rojo, cavidad interna ausente, con aquenios medianos abundantes; sabor intenso a fresa dulce excelente, bastante jugoso; Buena calidad. Temporada de maduración muy prolongada, hasta primeros de octubre.

## Cultivo y uso
Esta variedad es muy resistente a las heladas es adecuada en las zonas interiores de Italia para desarrollar todo su potencial.  En América del Norte son capaces de ser cultivadas en USDA Hardiness Zones 5 y 6. Adecuado para consumo fresco.